# Gökdeniz Karadeniz
Gökdeniz Karadeniz (Giresun, 1980. január 11. –) török labdarúgó.

## Pályafutása

### Klubcsapatban
A Rubin Kazán játékosa.

### A válogatottban
Hamit Altintop és Nuri Sahin között játszik. A B válogatott bevallása szerint nem illett hozzá.

## Török klubja
A Trabzonspori évek alatt klublegenda lett belőle. 246 pályára lépés. 2008-ban igazolt Kazánba Oroszországba.

## Külső hivatkozások
- Adatlap: transfermarkt.de (németül)
- Adatlap: TFF.org